# Kraudn Sepp
Der Kraudn Sepp (eigentlich: Josef Bauer; * 16. August 1896 in Greiling, Bezirksamt Tölz; † 1. April 1977 in Bad Tölz) war ein bayerischer Zitherspieler und Volksmusiksänger, der erst im hohen Alter überregional bekannt wurde.

## Leben
Josef Bauer wurde als jüngstes von neun Kindern auf dem Greilbauernhof in Greiling geboren. Von einem älteren Bruder erlernte er das Zitherspiel. Nach Beginn des Ersten Weltkriegs wurde Bauer 1916 zum Militär eingezogen, wo er in den Karpaten und in Finnland stationiert war und bereits die Soldaten mit seiner Zither unterhielt. 1918 kehrte Bauer auf den elterlichen Hof zurück und lernte die musizierende Familie Trischberger kennen. Anna, Maria und Benedikt Trischberger gründeten zusammen mit Bauer das Gaißacher Sänger- und Zitherquartett. 1923 heirateten Josef Bauer und Anna Trischberger und übernahmen den Kraudnhof in Gaißach-Lehen. Seit damals war Bauer als Kraudn Sepp bekannt. Das Gaißacher Sänger- und Zitherquartett bestand 40 Jahre und hatte über 600 Auftritte. Der bayerische Volksmusikpfleger Kiem Pauli entdeckte das Quartett 1927. Bei dem vom Kiem Pauli in Zusammenarbeit mit Kurt Huber veranstalteten Oberbayrischen Preissingen in Egern erreichte das Quartett 1930 eine Silbermedaille. 1964 starb Anna Bauer und das Quartett zerbrach. Der Kraudn Sepp startete nun mit fast 70 Jahren eine „Solokarriere“ und trat als Sänger mit seinen Couplets und Liedern in Gastwirtschaften in der Tölzer Umgebung auf. 1967 nahm der Bayerische Rundfunk auf Initiative von Wastl Fanderl einige Lieder mit ihm auf. In der Folge kam es zu einer Reihe von Fernsehauftritten. Drei Schallplatten mit dem Kraudn Sepp kamen auf den Markt: Die erste war 1976 betitelt Kraudn Sepp. Die Nachfolgeplatte Kraudn Sepp, Zur Erinnerung 1896–1977 und das Livealbum Kraudn Sepp, G´red und G´sungen zum Geburtstag erlebte der Kraudn Sepp nicht mehr.

## Musik und Wirkung
Der Kraudn Sepp pflegte die deftige Wirtshausunterhaltung. Erzähltexte, schlüpfrige Witze, Spottlieder und Stücke mit explizit erotischem Inhalt (Pfannaflicka, Zu Leipzig auf der Messe) gehörten zu seinem Repertoire, ebenso wie Gstanzl und traditionelle Wildererlieder. Bei seiner Musikauswahl ließ sich der Kraudn Sepp nur von seinem eigenen Geschmack und dem des Wirtshauspublikums leiten. So war eines seiner Lieblingslieder das schlagerhafte „Es muß ein Sonntag gwesn sein“ von Fred Rauch. 
Durch seine ungekünstelte und geradlinige Vortragsart und seine undogmatische Herangehensweise an Volksmusik wird der Kraudn Sepp mit Ikonen der amerikanischen Folk-, Country- und Bluesszene wie Hank Williams und Johnny Cash verglichen. 
Der Kraudn Sepp war für viele nachfolgende Musiker ein Vorbild, darunter die Biermösl Blosn, Willy Michl, Zither-Manä, Hans Söllner sowie Williams Wetsox. Erstere rezitierten seine Stücke teilweise in ihrem Live-Programm. Auch Dullijöh wurde mit ihm in Verbindung gebracht.